# Castillon (Alpes-de-Haute-Provence)
Pour les articles homonymes, voir Castillon.
Castillon est une ancienne commune française située dans le département des Alpes-de-Haute-Provence et la région Provence-Alpes-Côte d'Azur. Elle est rattachée à la commune de Castellane en 1948.

## Toponymie
Le village est mentionné sous le nom de Castilhone vers 1300, c'est un terme occitan désignant un petit château,.

## Histoire
Le 5 juillet 1948, la commune de Castillon est rattachée à celle de Castellane sous le régime de la fusion simple.
À la suite de la mise en eau d'un barrage en 1948, ce village a été englouti sous le lac.

## Démographie
| 1793 | 1800 | 1806 | 1821 | 1831 | 1836 | 1841 | 1846 | 1851 |
| ---- | ---- | ---- | ---- | ---- | ---- | ---- | ---- | ---- |
| 207  | 188  | 208  | 183  | 177  | 168  | 180  | 179  | 172  |

| 1856 | 1861 | 1866 | 1872 | 1876 | 1881 | 1886 | 1891 | 1896 |
| ---- | ---- | ---- | ---- | ---- | ---- | ---- | ---- | ---- |
| 163  | 148  | 165  | 132  | 142  | 123  | 109  | 114  | 80   |

| 1901 | 1906 | 1911 | 1921 | 1926 | 1931 | 1936 | 1946 | - |
| ---- | ---- | ---- | ---- | ---- | ---- | ---- | ---- | - |
| 77   | 69   | 61   | 35   | 44   | 110  | 41   | 37   | - |

## Lieux et monuments
- Des tombes de l’âge du bronze ont été retrouvées dans une grotte de Castillon[5]
- Barrage de Castillon
- Le cimetière de Castillon a été déplacé rive gauche du lac, l’Aire des Saints, avec une quinzaine de tombes et le monument aux morts 1914-1918. Une chapelle y a été construite[6],[7]